# 羧基

羧基

羧酸的一般结构，其羧基以蓝色表示

羧基，化學式–C(=O)OH，是羧酸所具有的官能团。一般而言，羧基上的氢有较大的电离倾向，从而使羧酸在水溶液中显酸性。羧酸根负离子所具有共轭结构可以看作是氢易电离的潜在动力。